# Thomas Linley (père)
Pour les articles homonymes, voir Thomas Linley.
Thomas Linley (né à Badminton dans le Gloucestershire, le 17 janvier 1733 – décédé à Londres le 19 novembre 1795) est un claveciniste, chef d'orchestre, professeur de chant et compositeur anglais. Il est aussi appelé Thomas Linley père ou l'Aîné (en anglais « the Elder ») pour le distinguer de son fils du même nom.

## Biographie
Musicien anglais, né à Badminton, il a étudié la musique à Bath avec l'organiste Thomas Chilcot, et les a poursuivies à Londres avec William Boyce. À partir de 1755, il est chef d'orchestre et professeur de chant à Bath.
À partir de 1774, il est engagé comme codirecteur (avec John Stanley) du théâtre de Drury Lane à Londres. Il partage ces fonctions avec Samuel Arnold à partir de 1786. Il a composé ou assemblé la musique de la plupart des pièces qui ont été données dans ce théâtre. Il a de plus composé des chansons et des madrigaux, qui se classent parmi les meilleures productions anglaises. En 1786, il a collaboré avec John Burgoyne au succès de la pièce Richard Cœur de Lion.

## Œuvres
Musiques pour la scène (créées à Londres)
- The Royal Merchant, opéra (14 décembre 1767)
- The Duenna or the Double Elopement, opéra-comique (21 novembre 1775), composé avec son fils Thomas jr
- Selima and Azor, opéra-comique (5 décembre 1776)
- The Beggar's Opera, ballad opera (29 janvier 1777)
- The Camp, divertissement musical (15 octobre 1778)
- Zoralda, tragédie (13 décembre 1779)
- The Generous Imposter, comédie (22 novembre 1780)
- The Gentle Shepherd pastorale (29 octobre 1781)
- The Carnival of Venice opéra-comique (13 décembre 1781)
- The Spanish Rivals, farce musicale (4 novembre 1784)
- The Strangers at Home, opéra-comique (8 décembre 1785)
- Richard Cœur de Lion, semi-opéra (octobre 1786)
- Love in the East, or Adventures of 12 Hours (25 février 1788)

Autres compositions
- 6 Elegies (1770)
- 12 Ballads (1780)

## Famille
Avec son épouse Mary Johnson, il a eu douze enfants, dont sept ont eu des carrières musicales ou théâtrales :
- Elizabeth Ann Linley (Bath, 5 septembre 1754 – Bristol, 28 juin 1792), sa fille aînée, soprano, épouse de Richard Brinsley Sheridan ;
- Thomas Linley le jeune (Bath, 5 mai 1756 – 5 août 1778), son fils aîné, compositeur et violoniste réputé ;
- Mary Linley (Bath, 4 janvier 1758 – Clifton, Bristol, 27 juillet 1787), soprano, mariée au dramaturge Richard Tickell (en) en 1780 ;
- Samuel Linley (1760 – décembre 1778), deuxième fils, chanteur et hautboïste ;
- Maria Linley (octobre 1763 – septembre 1784), formée comme chanteuse par son père, a joué dans les oratorios de Drury Lane et dans des concerts de 1776 jusqu'à sa mort précoce en 1784[1] ;
- Ozias Thurston Linley (Bath, août 1765 – Londres, 6 mars 1831), clergyman à Norwich et organiste à Dulwich ;
- William Linley, (Bath, février 1771 – Londres, 6 mai 1835), compositeur de chansons, de glees et écrivain.

Gainsborough
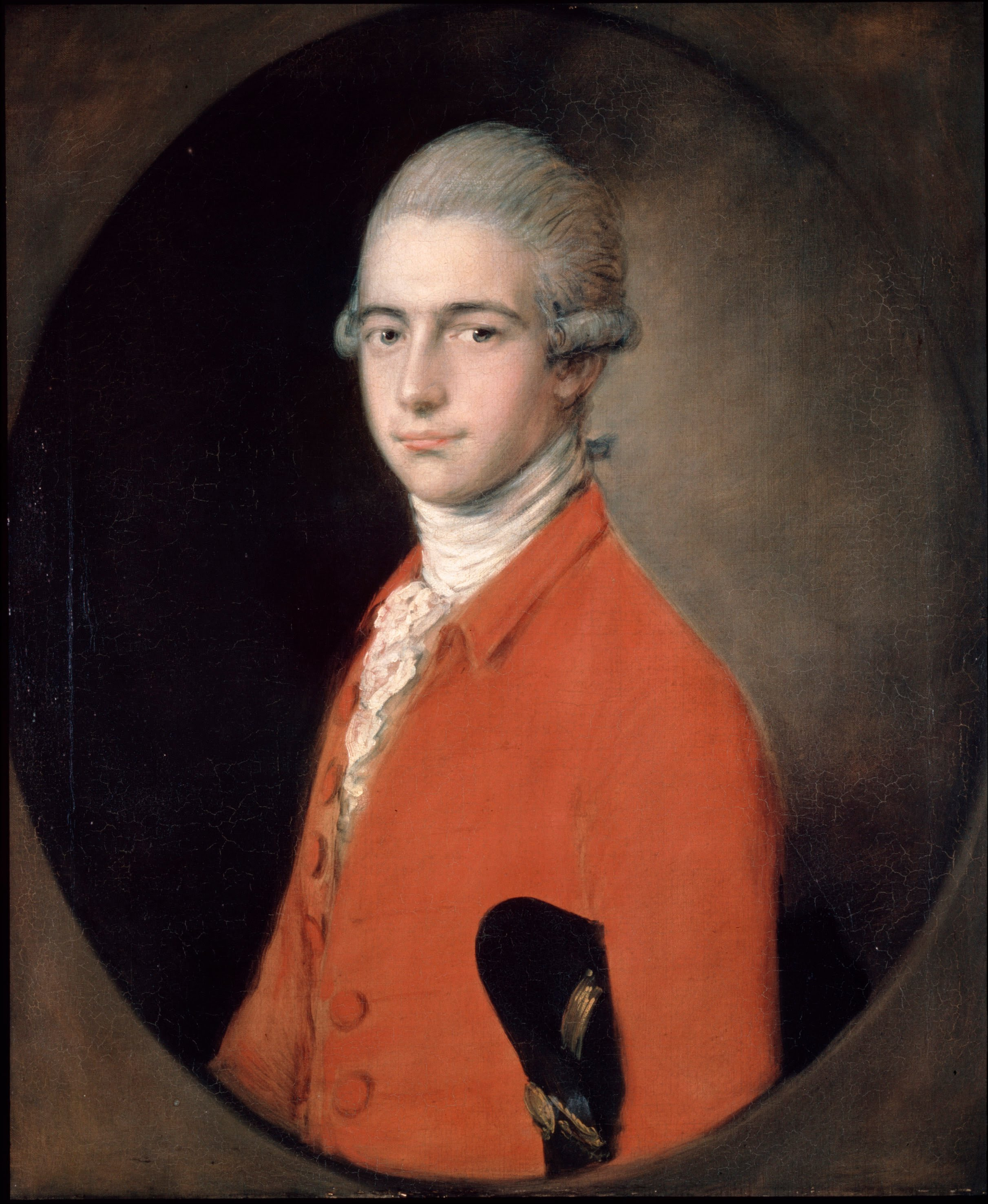
Thomas Linley le jeune, 1771 Dulwich Picture Gallery
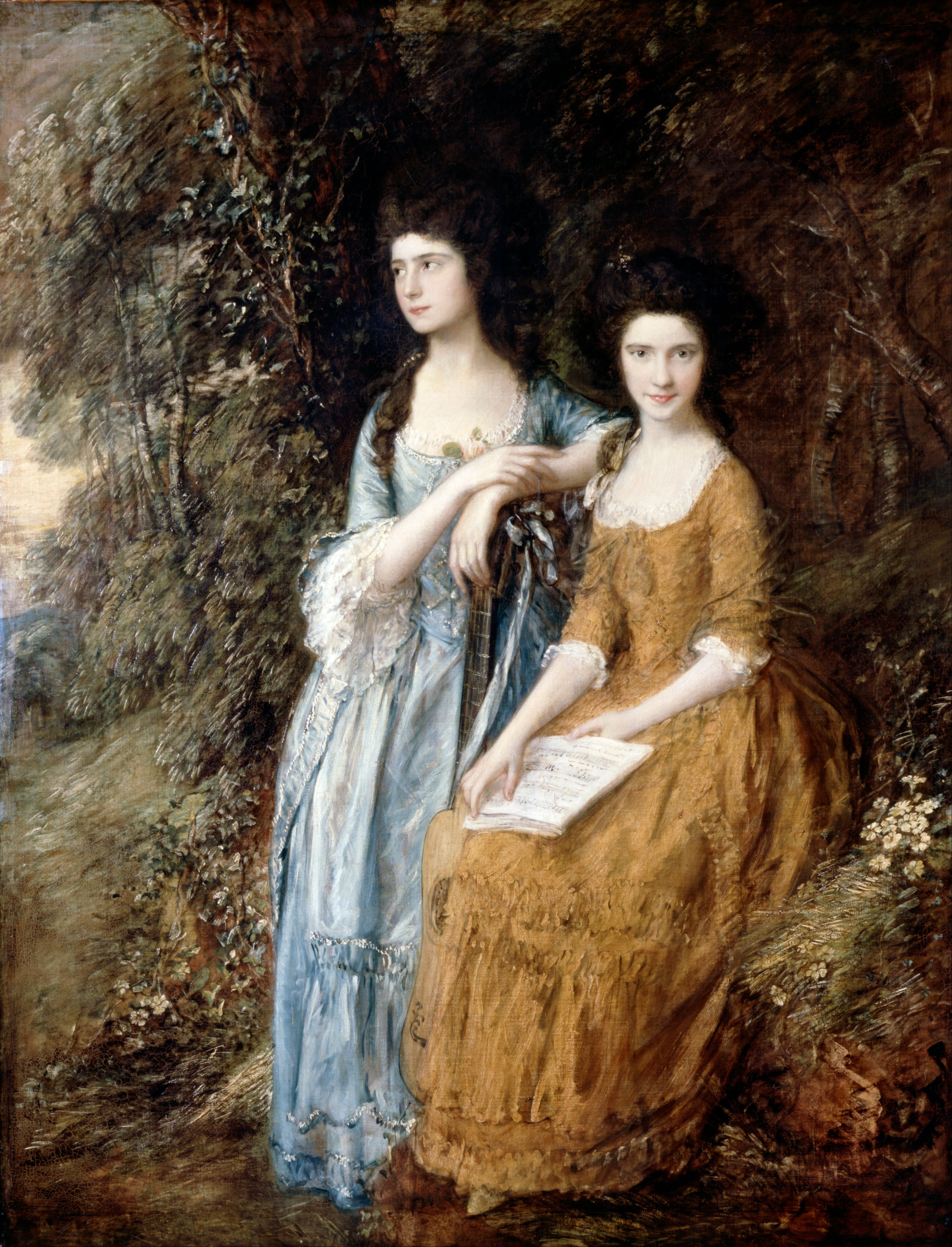
Elizabeth et Mary Linley, 1772 Dulwich Picture Gallery
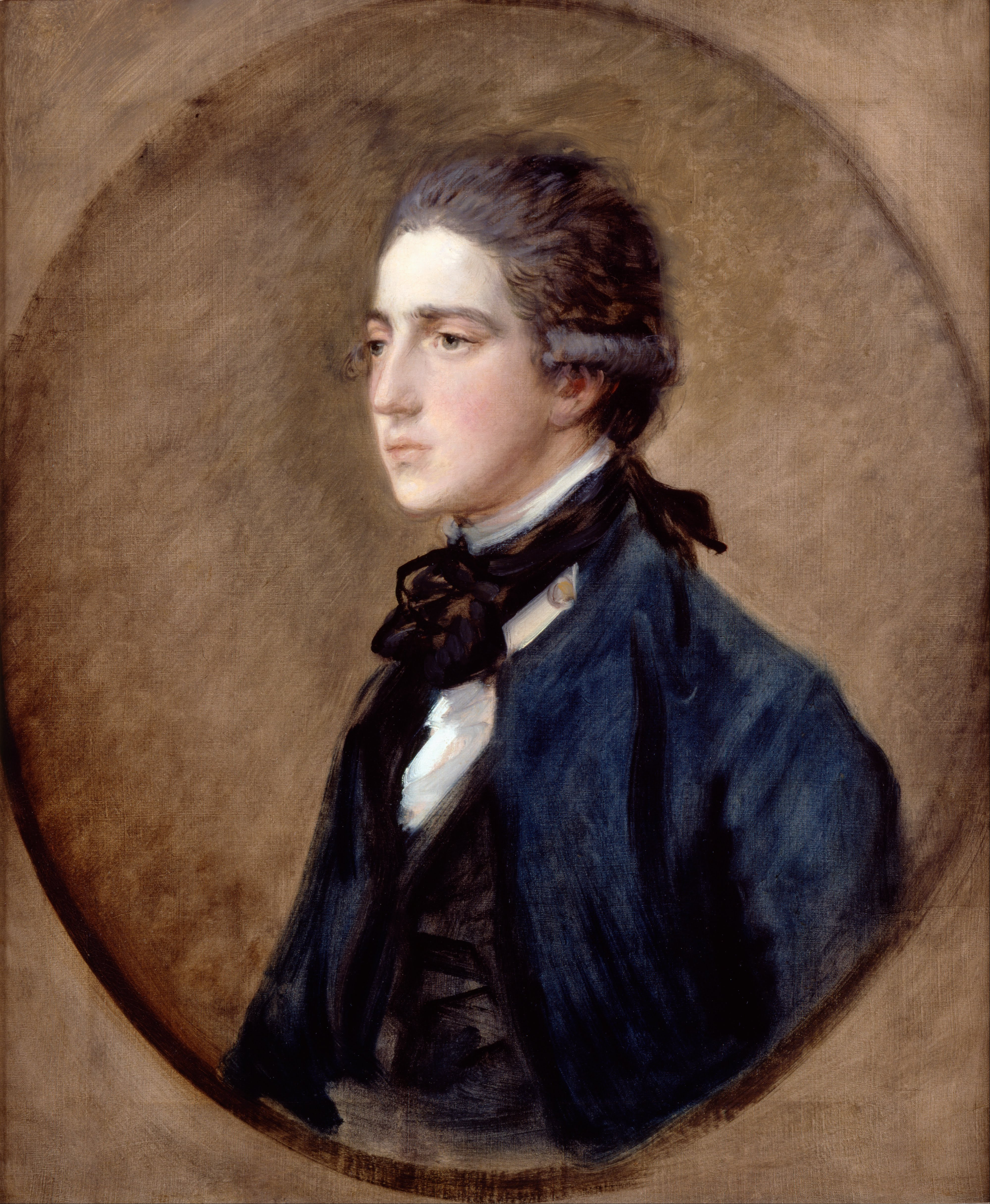
Samuel Linley (1760-1778) 1778 Dulwich Picture Gallery
Mrs. Richard Brinsley Sheridan 1785-1787 National Gallery of Art

Thomas Gainsborough fit également le portrait d'Elizabeth et Thomas vers 1768, conservé au Clark Art Institute, Williamstown et celui de Maria Linley vers 1780-1784, conservé à la Dulwich Picture Gallery.